# ناهید تقوی
ناهید تقوی فعال حقوق بشر و دوتابعیتی ایران-آلمان است که از مهر ۱۳۹۹ در زندان اوین به سر می‌برد.
بازداشت تقوی بخشی از سیاست جمهوری اسلامی ایزان برای استفاده از شهروندان کشورهای خارجی «به عنوان مهره چانه‌زنی در روابط خود با سایر کشورها» است.

## دستگیری
در مهر ۱۳۹۹ ناهید تقوی توسط سپاه پاسداران بازداشت شد. پس از هفت ماه زندان انفرادی و بازجویی، تقوی به اتهاماتی مثل «مشارکت در اداره یک گروه غیرقانونی» به ۱۰ سال و هشت ماه حبس محکوم شده بود.
او در تاریخ ۱۹ دی‌ ۱۴۰۲ به صورت موقت و با دستبند الکترونیکی از زندان اوین ازاد شد، اما در ۹ اسفند بدون دلیل روشن مجدداً به زندان بازگردانده شد.

## ازادی
در تاریخ ۲۳ دی ۱۴۰۳ سازمان عفو بین‌الملل خبری در مورد آزادی تقوی منتشر کرد، پس از آنکه وی بیش از ۱۵۰۰ روز در حبس گذراند. خبر آزادی تقوی، درست قبل از آغاز مذاکرات ایران در ژنو، با بریتانیا، فرانسه و آلمان درباره امور منطقه‌ای، بین‌المللی و برنامه هسته‌ای ایران منتشر شد.